# SERCA
SERCA (Abk. für englisch Sarcoplasmic/endoplasmic reticulum calcium ATPase, deutsch Calcium-ATPase des sarkoplasmatischen und endoplasmatischen Retikulums) heißen Proteine in der Membran bestimmter Zellbestandteile, die Calciumionen unter Verbrauch von ATP aus dem Cytosol in das sarkoplasmatische Retikulum pumpen. Sie gehören zu den Calciumpumpen und kommen bei allen Chordatieren vor. Drei Gene codieren für zehn SERCA-Isoformen beim Menschen, wobei Isoformen 1A und 2A nur in den Muskeln vorkommen, wo sie bis zu 90 Prozent des Proteins ausmachen können. Mutationen in den Genen können zu Krankheiten wie die Brody-Krankheit, Acrokeratosis verruciformis (Morbus Hopf) und Morbus Darier führen. Fehlerhafte Ablesung von ATP2A1 aufgrund von Mutationen am Gen der Kinase DMPK resultiert in einer defekten Isoform SERCA1, die wiederum die Ursache für myotone Dystrophie Typ 1 ist.

## Funktion
Zur Koordinierung der Trillionen Myosinmotoren bei einer Muskelbewegung werden Calciumionen in das Sarkoplasma freigesetzt. Die Kontraktion hört erst auf, wenn das Calcium wieder zurück ins sarkoplasmatische Retikulum zurückgepumpt wird. Zu diesem Zweck sind in der Membran dieser Kompartimente SERCA-Transporter installiert. Aber auch in anderen Geweben wird Calcium als second messenger verwendet, nur nicht so konzentriert wie in Muskeln.
Die Transportgleichung lautet:
ATP + H2O + H+ (sr/er) + Ca2+ (cyt) ⇒ ADP + Phosphat + Ca2+ (sr/er) + H+ (cyt)
Es handelt sich also um einen Ca2+:H+-Antiport.
Außerhalb des Calciumtransports scheint SERCA1 in bestimmten Adipozyten Wärme zu generieren. Die erzeugte Wärmemenge im Muskel kann gemessen werden.

## Regulation
Die Expression von SERCA1 in bestimmten Muskelzellen ist bei Kaninchen abhängig von Schilddrüsenhormonen. Auch in Rattenmyokard wird die SERCA-Expression von Schilddrüsenhormonen hochreguliert. Dieser Effekt könnte zur proarrhythmogenen Wirkung einer Thyreotoxikose beitragen.